# Sybrand van Haersma Buma
Sybrand van Haersma Buma (ur. 30 lipca 1965 w Workumie) – holenderski polityk i prawnik, poseł krajowy, lider Apelu Chrześcijańsko-Demokratycznego (CDA).

## Życiorys
Ukończył w 1989 studia prawnicze na Uniwersytecie w Groningen, następnie przez rok kształcił się na University of Cambridge. Pracował w Radzie Stanu (1990–1992) i Ministerstwie Spraw Wewnętrznych (1992–1994), następnie we frakcji poselskiej chadeków. W 2002 był radnym gminy Leidschendam-Voorburg. W 2002 po raz pierwszy wybrany do Tweede Kamer, reelekcję do niższej izby Stanów Generalnych uzyskiwał w 2003, 2006, 2010 i 2012. W 2010 został przewodniczącym frakcji deputowanych CDA, a w 2012 wygrał wewnętrzne głosowanie na lidera tego ugrupowania.
W 2017 po raz szósty z rzędu uzyskał mandat poselski, a kierowana przez niego partia zwiększyła swoją reprezentację w Tweede Kamer z 13 do 19 miejsc. W 2019 otrzymał nominację na funkcję burmistrza Leeuwarden. Zakończył w związku z tym pełnienie funkcji lidera CDA.